# Copa agelenina
Copa agelenina är en spindelart som beskrevs av Simon 1910. Copa agelenina ingår i släktet Copa och familjen flinkspindlar. Inga underarter finns listade i Catalogue of Life.